# 1899 في النمسا
فيما يلي قوائم الأحداث التي وقعت خلال عام 1899 في النمسا.

## كتب
من الكتب التي صدرت هذه السنة في النمسا:
- 1 يناير – تفسير الأحلام من تأليف سيغموند فرويد.

## مواليد

### يناير
- 1 يناير – آدم راينر

### أبريل
- 13 أبريل – ألفريد شوتز عالم اجتماع أمريكي.

### مايو
- 8 مايو – فريدريش فون هايك

### أغسطس
- 19 أغسطس – برونو هوبر عالم نبات نمساوي.

### أكتوبر
- 4 أكتوبر – فرانز يوناس

## وفيات

### يونيو
- 3 يونيو – يوهان شتراوس الابن (مواليد 1825) ملحن نمساوي.

### أكتوبر
- 12 أكتوبر – أوسكار باومان (مواليد 1864)